# Vương tộc Oranje-Nassau
Nhà Orange-Nassau (tiếng Hà Lan: Huis van Oranje-Nassau, phát âm [ˈɦœys fɑn oːˌrɑɲə ˈnɑsʌu]), là vương tộc đang trị vì Vương quốc Hà Lan hiện nay. Nó vốn là một chi nhánh của Nhà Nassau, gia tộc sở hữu một số Bá quốc thuộc Đế chế La Mã Thần thánh thời Trung cổ, và gia tộc này cũng từng có người được bầu làm Vua La Mã Đức. Người giúp Nhà Orange-Nassau nổi bật ở châu Âu chính là Willem van Oranje, người này đã lãnh đạo các tỉnh Hà Lan trong Cuộc nổi dậy Hà Lan chống lại sự cai trị của Tây Ban Nha, sau Chiến tranh Tám mươi năm (1568-1648), các tỉnh Hà Lan giành độc lập và khai sinh ra nền Cộng hòa hiện đại đầu tiên trên thế giới.
Người Nhà Orange-Nassau đóng góp nhiều trong những cuộc chiến giành độc lập của Hà Lan, nên họ đã được trao chức stadtholder do giới quý tộc bầu lên. Nhà nước Cộng hòa Hà Lan được thành lập vào năm 1588 theo cơ chế liên bang, và phát triển thịnh trị trong 200 năm. Mỗi tỉnh trong nền cộng hoà đều có tính tự trị rất cao, được lãnh đạo bởi một quan chức được gọi là Stadtholder. Vị trí này giành cho bất kỳ ai, nhưng hầu hết ở các tỉnh đều bổ nhiệm người của Nhà Orange-Nassau. Chức vụ này dần trở thành cha truyền con nối, truyền từ đời này sang đời khác cho các hậu duệ của Willem I xứ Oranje. Đến năm 1815, sau một thời gian dài tồn tại dưới thể chế cộng hòa, Hà Lan khôi phục nền quân chủ và lập Thân vương xứ Oranje của Nhà Orange-Nassau làm vua, vương tộc này vẫn trị vì Hà Lan cho đến nay.
Vương tộc Orange-Nassau được thành lập là kết quả của cuộc hôn nhân giữa Hendrik III xứ Nassau-Breda từ Đức và Claudia của Châlon-Orange từ Bourgogne của Vương quốc Pháp vào năm 1515. Năm 1530, con trai của họ là René được thừa kế Thân vương quốc Orange từ anh trai của mẹ mình, Philibert xứ Châlon. Rene là người Nhà Nassau đầu tiên trở thành Thân vương xứ Oranje, ông đã dùng tên của 2 gia tộc để ghép lại với nhau và tạo ra "Orange-Nassau", đây là dấu mốc cho sự khởi đầu của Nhà Orange-Nassau. Tuy nhiên, cậu của ông, trong di chúc của mình, đã quy định rằng Rene nên tiếp tục sử dụng tên Châlon-Orane. Vì thế mà lịch sử gọi ông là René xứ Châlon. Sau cái chết của René vào năm 1544, người em họ của ông là Wilhelm xứ Nassau-Dillenburg được thừa kế tất cả các vùng đất của ông. Willem I xứ Oranje hay còn được gọi là Willem Trầm lặng đã trở thành người sáng lập ra Nhà Orange-Nassau.

## Nhà Nassau

1544: Huy hiệu của Nhà "Orange-Nassau" với sự kết hợp giữa biểu tượng của Nhà Nassau và Nhà Orange

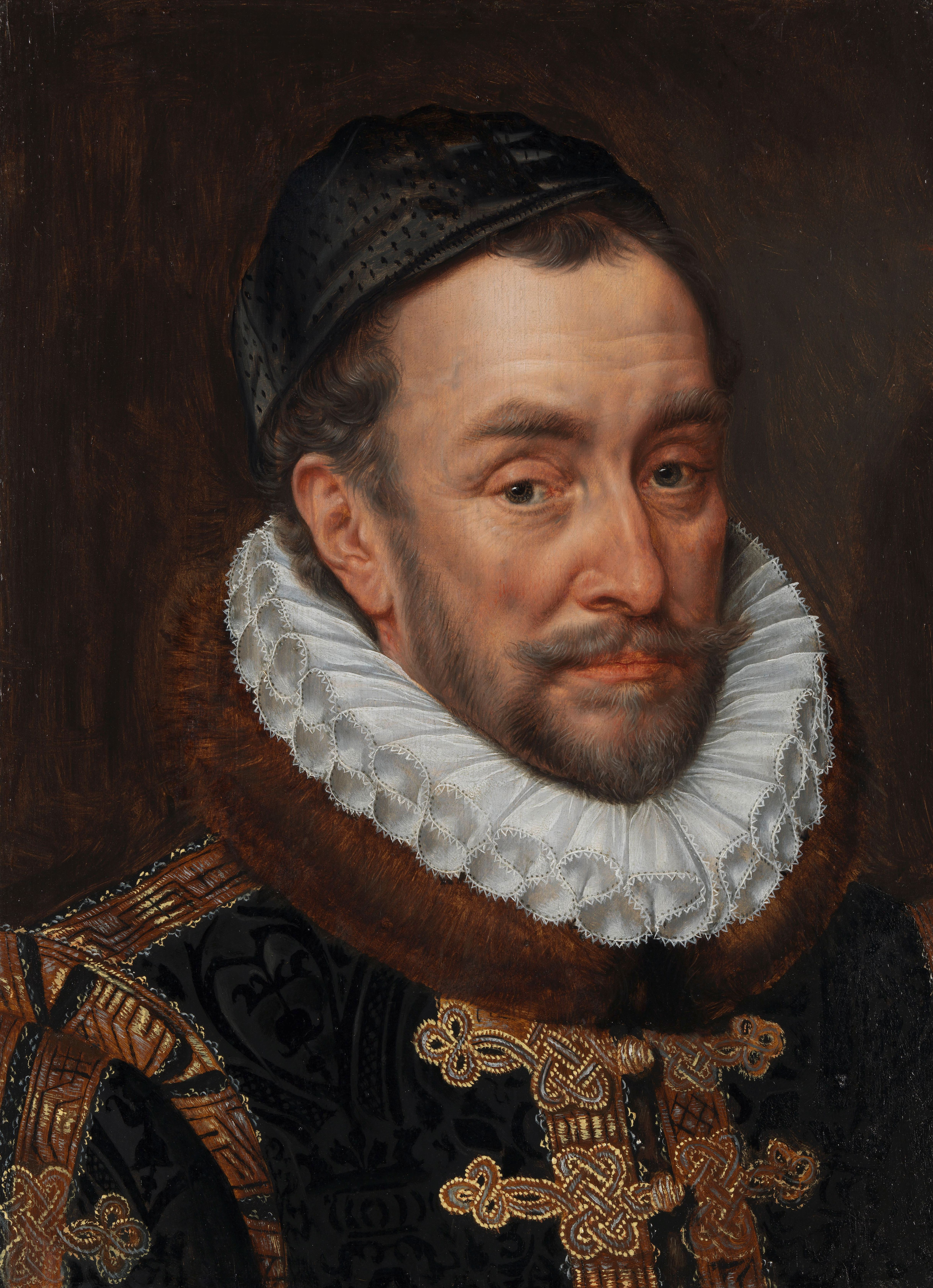
Willem I xứ Oranje, Thân vương xứ Oranje, thủ lĩnh của Cuộc nổi dậy Hà Lan, và là stadtholder của Holland, Zeeland, và Utrecht.

Lâu đài Nassau được xây dựng vào khoảng năm 1100 bởi Dudo, Bá tước Laurenburg, người sáng lập ra Nhà Nassau. Năm 1120, các con trai và người kế vị của Dudo là Bá tước Rupert I và Arnold I, tự lập lãnh địa tại Lâu đài Nassau, lấy tước hiệu là "Bá tước Nassau". Năm 1255, tài sản của Nassau được chia cho Walram II và Otto I, các con trai của Bá tước Henry II. Các hậu duệ của Walram được gọi là Dòng Walram, và họ trở thành Công tước xứ Nassau và vào năm 1890 họ sở hữu thêm tước vị Đại công tước xứ Luxembourg. Dòng này cũng bao gồm Adolph xứ Nassau, người được bầu làm Vua của La Mã Đức vào năm 1292. Hậu duệ của Otto được gọi là Dòng Ottonian, và họ được thừa kế các phần lãnh thổ của Bá quốc Nassau, cũng như các tài sản ở Vương quốc Pháp và Hà Lan.
Nhà Orange-Nassau bắt nguồn từ dòng Ottonian của Nhà Nassau. Người đầu tiên của dòng này sở hữu tài sản ở Hà Lan chính là Johann I, Bá tước xứ Nassau-Siegen,, ông đã kết hôn với Margareta xứ Marck. Người sáng lập thực sự của gia tộc Nassau Hà Lan chính là con trai thứ 3 của Johann, Engelbert I. Ông trở thành cố vấn cho Công tước Brabant và Công tước xứ Burgundy, đầu tiên là cho Anthony xứ Brabant, và sau đó là con trai Johann IV xứ Brabant. Sau đó ông cũng phục vụ cho Philip III xứ Burgundy. Năm 1403, ông kết hôn với nữ quý tộc Hà Lan Johanna van Polanen và do đó được thừa kế các vùng đất ở Hà Lan, trong đó lãnh thổ của Nam tước Breda là quan trọng nhất.
Quyền lực của một quý tộc thường dựa trên các quyền sở hữu của họ đối với những lãnh địa rộng lớn và những tài sản sinh lợi cao. Nhà Orange-Nassau sở hữu một trong những bất động sản giàu có nhất thế giới thời bấy giờ (xem thêm bên dưới: Đất phong và tước hiệu). Sự giàu có và quyền lực của gia tộc này ngày càng tăng trong suốt thế kỷ XV và XVI, khi họ trở thành uỷ viên hội đồng, Tướng quốc và stadtholder của Nhà Habsburg ở Vùng đất thấp. Engelbert II xứ Nassau đã phục vụ dưới triều đại của Karl Dũng cảm xứ Bourgogne và Hoàng đế Maximilian I của Thánh chế La Mã người đã kết hôn với Marie I xứ Bourgogne, con gái của Karl. Năm 1496, ông được bổ nhiệm làm stadtholder xứ Flander và đến năm 1498, ông được bổ nhiệm làm Chủ tịch của Grand Conseil. Năm 1501, Maximilian phong ông làm Lieutenant-General của Mười bảy tỉnh Hà Lan. Từ thời điểm đó trở đi (cho đến khi ông qua đời vào năm 1504), Engelbert là đại diện chính thức của Đế chế Habsburg trong khu vực. Hendrik III xứ Nassau-Breda được Hoàng đế Karl xứ Ghent bổ nhiệm làm stadtholder xứ Holland và Zeeland vào đầu thế kỷ XVI.
Hendrik được thừa kế bởi người con trai tên là René vào năm 1538, chính người này đã thừa kế tước vị Thân vương xứ Orange của Thân vương quốc Orange từ người cậu của mình là Philibert xứ Chalon. René chết trên chiến trường vào năm 1544 mà không có con cái thừa kế. Tài sản của ông, bao gồm lãnh thổ của thân vương quốc Orange và tước vị, được trao lại cho người e họ của ông là Willem I xứ Oranje (Willem Trầm lặng). Kể từ đó, các thành viên trong gia tộc tự gọi mình là "Orange-Nassau".

## Cuộc nổi dậy của người Hà Lan

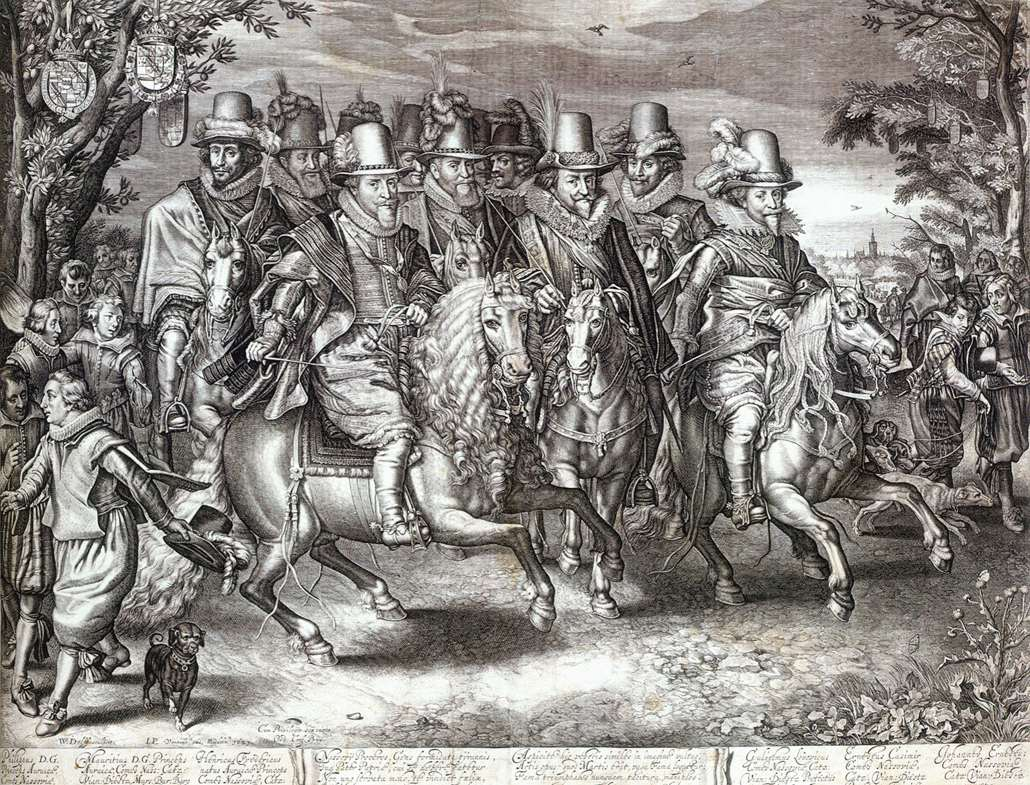
"The Nassau Cavalcade", các thành viên của Nhà Orange-Nassau trong cuộc diễu hành vào năm 1621 từ một bản khắc của Willem Delff. Từ trái sang phải ở hàng đầu tiên: Thân vương Maurice, Thân vương Philip Willem và Thân vương Frederick Henry.

Mặc dù Hoàng đế Karl V là người chống lại cuộc Cải cách Tin lành, nhưng ông đã cai trị các vùng lãnh thổ của Hà Lan một cách khôn ngoan và quan tâm đến các phong tục địa phương. Ông không bức hại các đối tượng theo đạo Tin lành trong lãnh địa của mình trên quy mô lớn. Con trai ông là Quốc vương Felipe II của Tây Ban Nha thừa hưởng ác cảm của ông đối với những người theo đạo Tin lành nhưng không hề khôn ngoan trong việc tiếc chế cảm xúc. Dưới thời trị vì của Philip, một cuộc đàn áp thực sự đối với những người theo đạo Tin lành đã được bắt đầu và các loại thuế đã được tăng lên mức thái quá. Sự bất mãn nảy sinh và Willem của Oranje (với tuổi thơ mơ hồ theo đạo Luther của mình) đã đứng lên bảo vệ những cư dân Tin lành (chủ yếu là người theo Thần học Calvin) ở Hà Lan. Mọi thứ trở nên tồi tệ sau khi Chiến tranh Tám mươi năm bắt đầu vào năm 1568, nhưng cuộc chiến đã trở nên thuận lợi cho ông khi các phiến quân Tin lành tấn công từ Biển Bắc chiếm được Brielle, một thị trấn ven biển ở Nam Holland ngày nay vào năm 1572. Nhiều thành phố ở Holland bắt đầu ủng hộ Willem. Trong những năm 1570, ông đã nhiều lần phải bảo vệ các vùng lãnh thổ cốt lõi của mình ở Holland, nhưng trong những năm 1580, các thành phố nội địa ở Holland đã được đảm bảo an toàn. Willem xứ Oranje được coi là một mối đe dọa đối với sự thống trị của Tây Ban Nha trong khu vực và bị ám sát vào năm 1584 bởi một kẻ giết thuê do Philip gửi đến.
Willem được kế vị bởi con trai thứ hai của ông là Maurice, Thân vương xứ Orange, một người theo đạo Tin lành, ông nhanh chống chứng tỏ mình là một chỉ huy quân sự xuất sắc. Tài năng lãnh đạo của ông cộng thêm cái chết của Philip II vào năm 1598, đã cho Maurice những cơ hội tuyệt vời để chinh phục những phần lãnh thổ rộng lớn của Hà Lan ngày nay. Năm 1585, Maurice được bầu làm stadtholder của các tỉnh Holland và Zealand, làm người kế vị của cha mình và là người đối trọng với đại diện của Elizabeth, Đệ nhất Bá tước xứ Leicester. Năm 1587, ông được bổ nhiệm làm đại tướng (tổng chỉ huy quân sự) của quân đội Cộng hòa Hà Lan. Vào những năm đầu của thế kỷ XVII, đã nổ ra những cuộc tranh cãi giữa các stadtholder theo chủ nghĩa tập trung quyền lực với một nhóm các thương gia quyền lực do Johan van Oldebarnevelt lãnh đạo — vì Maurice muốn có nhiều quyền lực hơn trong nước Cộng hòa. Maurice giành chiến thắng trong cuộc tranh giành quyền lực này bằng cách tiến hành ám sát Oldebarnevelt.

## Mở rộng quyền lực triều đại

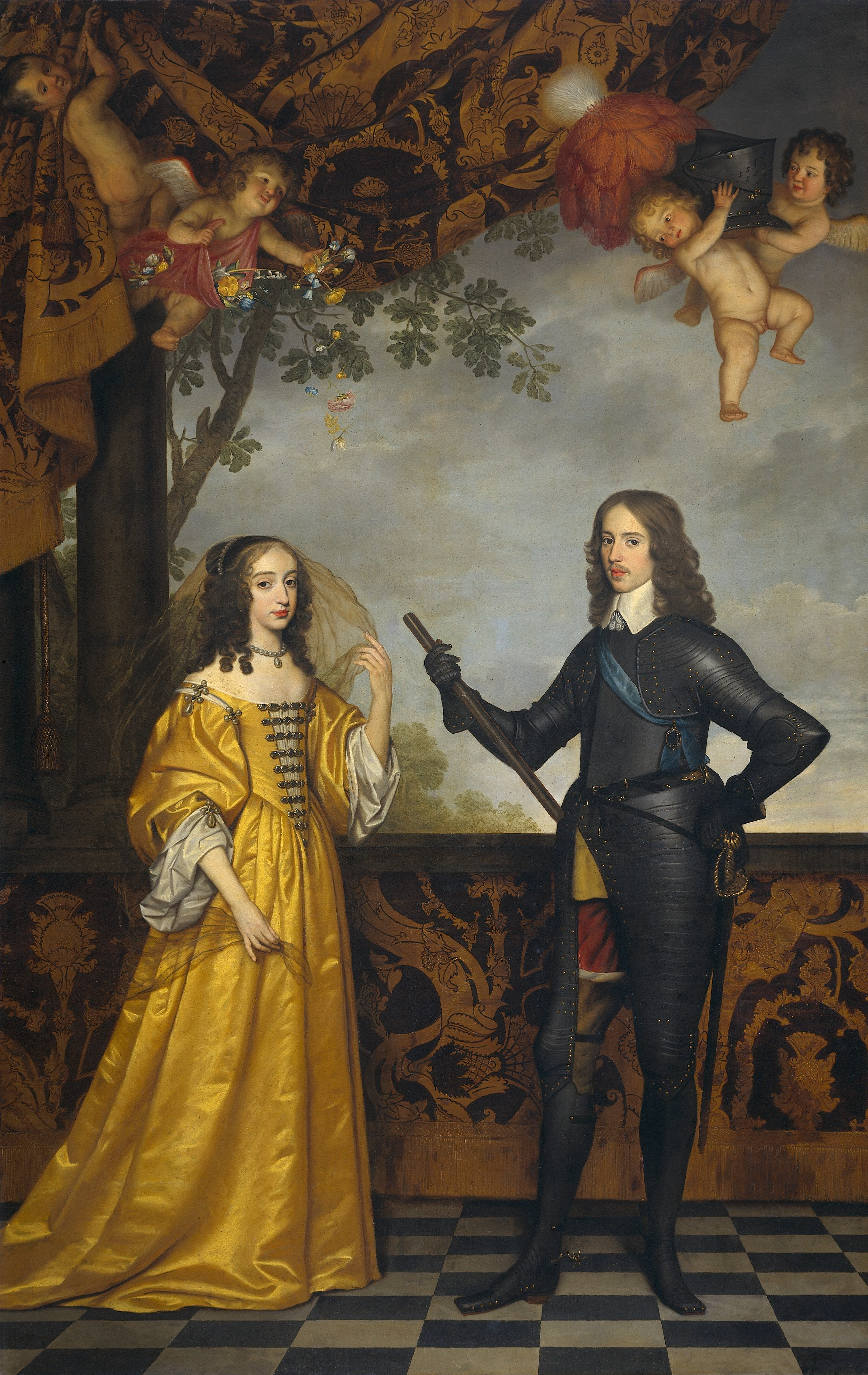
Willem II (1626–50), Thân vương xứ Orange, và vợ là Vương nữ Mary Henrietta của Anh (1631–1660).

Maurice qua đời vào năm 1625 khi chưa lập gia đình, nên không để lại con cái hợp pháp. Ông được kế vị bởi người em cùng cha khác mẹ Frederick Henry (tiếng Hà Lan: Frederik Hendrik), con trai út của Willem I. Maurice khi đang nằm trên giường bệnh đã hối thúc em trai mình kết hôn, vì ông biết bản thân sẽ không qua khỏi. Vài tuần sau cái chết của Maurice, ông kết hôn với Amalia của Solms-Braunfels. Frederick Henry và Amalia đã có với nhau 6 người con sống được đến tuổi trưởng thành. Những cô con gái được thu xếp để được gả về các vương tộc, trong đó có Nhà Hohenzollern của Vương quốc Phổ. Con trai duy nhất của ông là Willem đã kết hôn với Vương nữ Mary Henrietta, con gái đầu của Charles I, Vua của Anh và Scotland.:61

## Lưu vong và hồi sinh
Frederick Henry qua đời năm 1647 và con trai ông lên kế vị và trở thành Thân vương xứ Orange. Khi Hòa ước Münster sắp được ký kết, qua đó thì Chiến tranh Tám mươi năm cũng sẽ kết thúc, Willem cố gắng duy trì quyền lực mà ông có được trong thời chiến với tư cách là chỉ huy quân sự. Những quyền lực này đương nhiên sẽ bị giảm bớt trong thời bình vì sự cắt giảm quân đội. Điều này vấp phải sự phản đối lớn từ các quan nhiếp chính. Khi Andries Bicker và Cornelis de Graeff, các Đại quan nhiếp của thành phố Amsterdam từ chối một số thị trưởng do Willem chỉ định, ông đã cho quân đội bao vây Amsterdam. Cuộc bao vây đã kích động sự phẫn nộ của các quan nhiếp chính. Willem qua đời vì bệnh đậu mùa vào ngày 6 tháng 11 năm 1650, chỉ để lại một người con kế vị là William III (sinh ngày 14 tháng 11 năm 1650) lúc đó chỉ mới được hơn 1 tuần tuổi. Vì Willem II, Willem III còn quá nhỏ nên các nhiếp chính đã sử dụng cơ hội này để bỏ trống chức vụ stadtholder. Điều này đã mở đầu cho một kỷ nguyên trong lịch sử Hà Lan được gọi là Thời kỳ không có Stadtholder đầu tiên. Mẹ của Thân vương Willem III đã xung đột với mẹ chồng là Amalia trong việc chọn một nền giáo dục phù hợp cho ông. Vì mẹ của Willem là công chúa của Anh nên bà muốn ông tiếp thu nền giáo dục Anh, trong khi đó bà ngoại Amalia thì muốn cháu mình tiếp thu nền giáo dục Pháp, nơi khai sinh ra Nhà Orange. Các Estate của Holland, dưới thời Jan de Witt và Cornelis de Graeff đã can thiệp vào việc giáo dục của Willem và biến ông thành một "child of state" để được giáo dục bởi nhà nước Cộng hòa Hà Lan, điều này sẽ đảm bảo giữ Willem khỏi ngai vàng. Willem thực sự trở nên rất ngoan ngoãn trước những mong muốn của các nhiếp chính và các Estate.
Cộng hòa Hà Lan bị Vương quốc Pháp và Vương quốc Anh tấn công vào năm 1672. Chức năng quân sự của stadtholder trở nên cần thiết, và với sự hỗ trợ của những người ủng hộ Nhà Orange, Willem đã được bổ nhiệm làm stadtholder. Willem đã thành công đẩy lùi cuộc xâm lược và nắm giữ quyền lực hoàng gia. Ông trở nên mạnh mẽ hơn những người tiền nhiệm của mình trong Chiến tranh Tám mươi năm. Năm 1677, Willem kết hôn với người em họ là Vương nữ Mary Stuart, con gái của Hoàng tử James, người mà tương lai sẽ trở thành vua của Anh với vương hiệu James II. Năm 1688, Willem bắt tay vào một sứ mệnh phế truất người cha vợ theo Công giáo của mình khỏi ngai vàng của Anh, Scotland và Ireland. Ông và vợ cùng đồng cai trị nước nước Anh vào ngày 11 tháng 4 năm 1689, với vương hiệu là Willem III và Mary II. Willem và vợ cai trị cả 3 vương quốc, vì thế ông trở thành một trong những vị vua hùng mạnh nhất ở châu Âu, và là người duy nhất đánh bại vua Louis XIV của Pháp. William III qua đời sau một tai nạn cưỡi ngựa vào ngày 8 tháng 3 năm 1702 mà không để lại con cái thừa kế, vì thế mà dòng nam của Nhà Orange đã tuyệt tự, và để lại Scotland, Anh và Ireland cho người em vợ là Nữ vương Anne I.

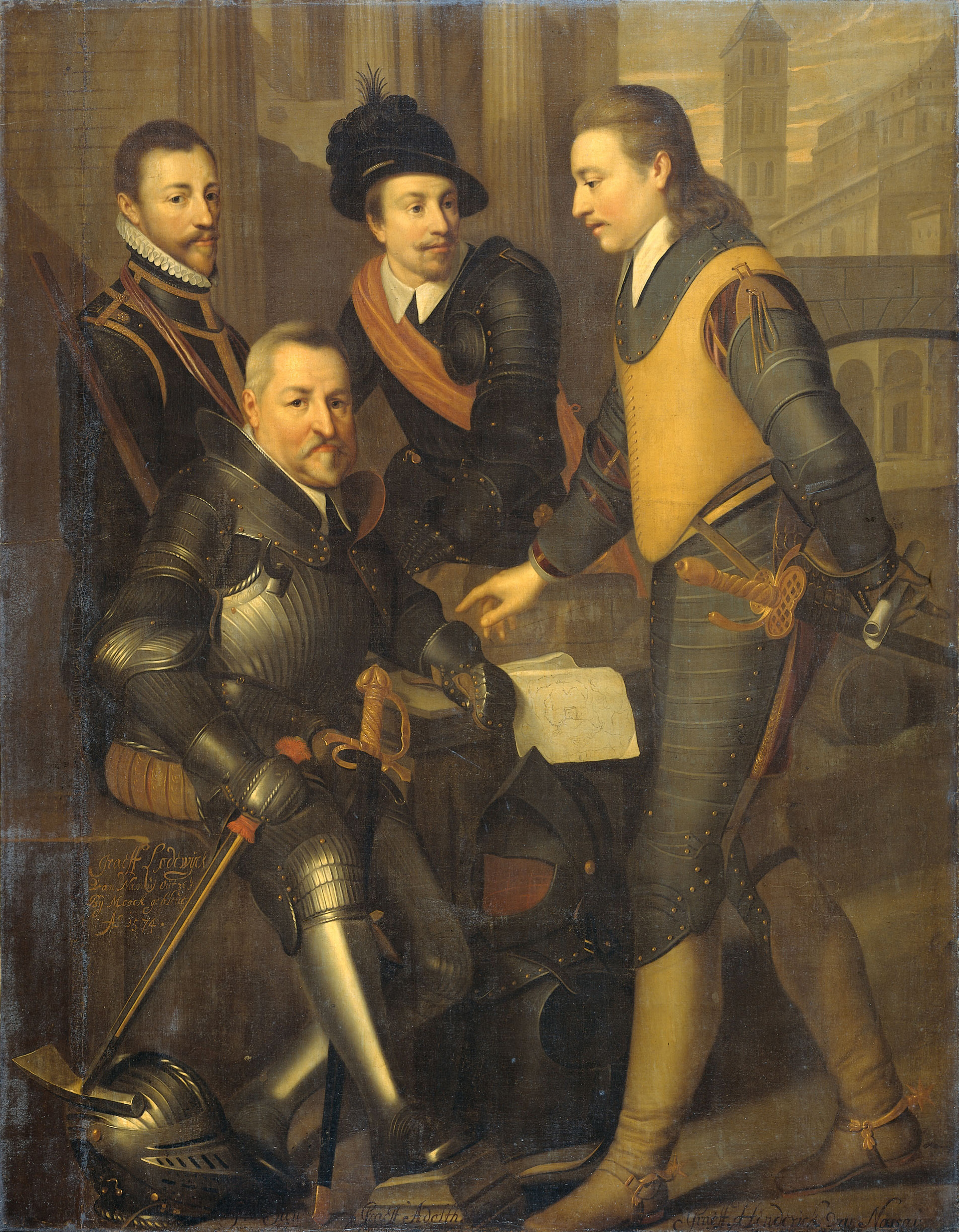
The collateral house of Nassau: bốn anh em của Willem I, Thân vương xứ Orange: Jan (1536–1606), ngồi, Hendrik (1550–74), Adolf (1540–68) và Lodewijk (1538–74), Bá tước xứ Nassau.

## Kỷ nguyên thứ 2 của stadtholder
Các quan nhiếp chính Hà Lan nhận thấy họ đã phải chịu đựng áp lực rất lớn dưới sự lãnh đạo đầy quyền lực của Vua Willem III và bỏ trống vị trí stadtholder lần thứ 2. Năm 1702, Willem III qua đời mà không để lại người thừa tự, Thân vương quốc Orange và tước vị Thân vương xứ Orange đã bị tranh chấp giữa Thân vương John Willem Friso của nhánh Frisian Nassau và Vua Friedrich I của Phổ, cả hai đều xưng là Thân vương xứ Orange. Vì cả hai đều là hậu duệ của Frederick Henry, Thân vương xứ Orange. Vua Phổ là cháu của Frederick thông qua mẹ ông, Nữ bá tước Luise Henriette của Nassau. Frederick Henry trong di chúc của mình đã chỉ định dòng này làm người kế vị trong trường hợp Nhà Orange-Nassau tuyệt tự. John Willem Friso là chắt của Frederick Henry (thông qua Albertine Agnes của Nassau, một người con gái khác của ông) và được chỉ định là người thừa kế theo di chúc của Willem III. Thân vương quốc Orange đã bị quân đội của Vua Louis XIV dưới sự chỉ huy của François Adhémar de Monteil, Bá tước Grignan, chiếm giữ trong Chiến tranh Pháp-Hà Lan năm 1672, và một lần nữa vào tháng 8 năm 1682. Sau khi Hiệp ước Utrecht được ký kết, cuộc chiến đã kết thúc, và lãnh thổ Orange được chính thức nhượng lại cho Pháp bởi Vua Friedrich I của Phổ vào năm 1713.
John Willem Friso chết đuối vào năm 1711 tại Hollands Diep gần Moerdijk, và người thừa kế của ông là cậu con trai Willem IV xứ Oranje. Người này đã nối nghiệp cha giữ chức stadtholder của Friesland (chức vụ đã trở thành cha truyền con nối ở tỉnh này từ năm 1664), và Groningen. Willem IV được tuyên bố là stadtholder của Guelder, Overijssel và Utrecht vào năm 1722. Khi người Pháp xâm lược Hà Lan vào năm 1747, Willem IV được bổ nhiệm làm stadtholder của Holland và Zeeland. Chức vị Stadtholder được cha truyền con nối cho cả dòng nam và dòng nữ ở tất cả các tỉnh cùng một lúc.

## Sự kết thúc của stadtholder
Willem IV qua đời vào năm 1751, để lại quyền thừa kế cho người con trai mới ba tuổi của mình là Willem V xứ Oranje. Vì Willem V vẫn còn quá nhỏ nên các quan nhiếp chính đã thực thi quyền lực giúp ông. Ông lớn lên trở thành một người thiếu quyết đoán, một khuyết điểm trong tính cách sẽ ám ảnh Willem V suốt phần đời còn lại. Cuộc hôn nhân của ông với Wilhelmina của Phổ đã giải tỏa được khiếm khuyết này ở một mức độ nào đó. Năm 1787, Willem V sống sót sau nỗ lực hạ bệ ông bởi phe Patriottentijd (những người cách mạng chống lại Nhà Orange) sau khi Vương quốc Phổ can thiệp. Khi người Pháp xâm lược Holland vào năm 1795, Willem V bị buộc phải lưu vong và ông đã không bao giờ có cơ hội quay lại vùng đất này thêm một lần nào nữa cho đến khi qua đời.
Sau năm 1795, Nhà Orange-Nassau phải đối mặt với một giai đoạn vô cùng khó khăn, họ phải sống lưu vong ở Phổ và Anh. Sau khi Cộng hòa Batavia được thành lập vào năm 1801, con trai của Willem V là Willem VI đã từ bỏ vị trí stadtholder vào năm 1802, đổi lại ông sẽ được nhận một số lãnh thổ như Thành bang đế chế tự do Dortmund, Tu viện vương quyền Corvey và Tu viện vương quyền Fulda từ Đệ nhất Tổng tài Napoleon Bonaparte của Đệ Nhất Cộng hòa Pháp thông qua Hiệp ước Amiens. Các lãnh thổ này được gộp lại và thành lập Thân vương quốc Nassau-Orange-Fulda. Willem V mất năm 1806.

## Chế độ quân chủ (từ năm 1815)

### Vương quốc Liên hiệp Hà Lan

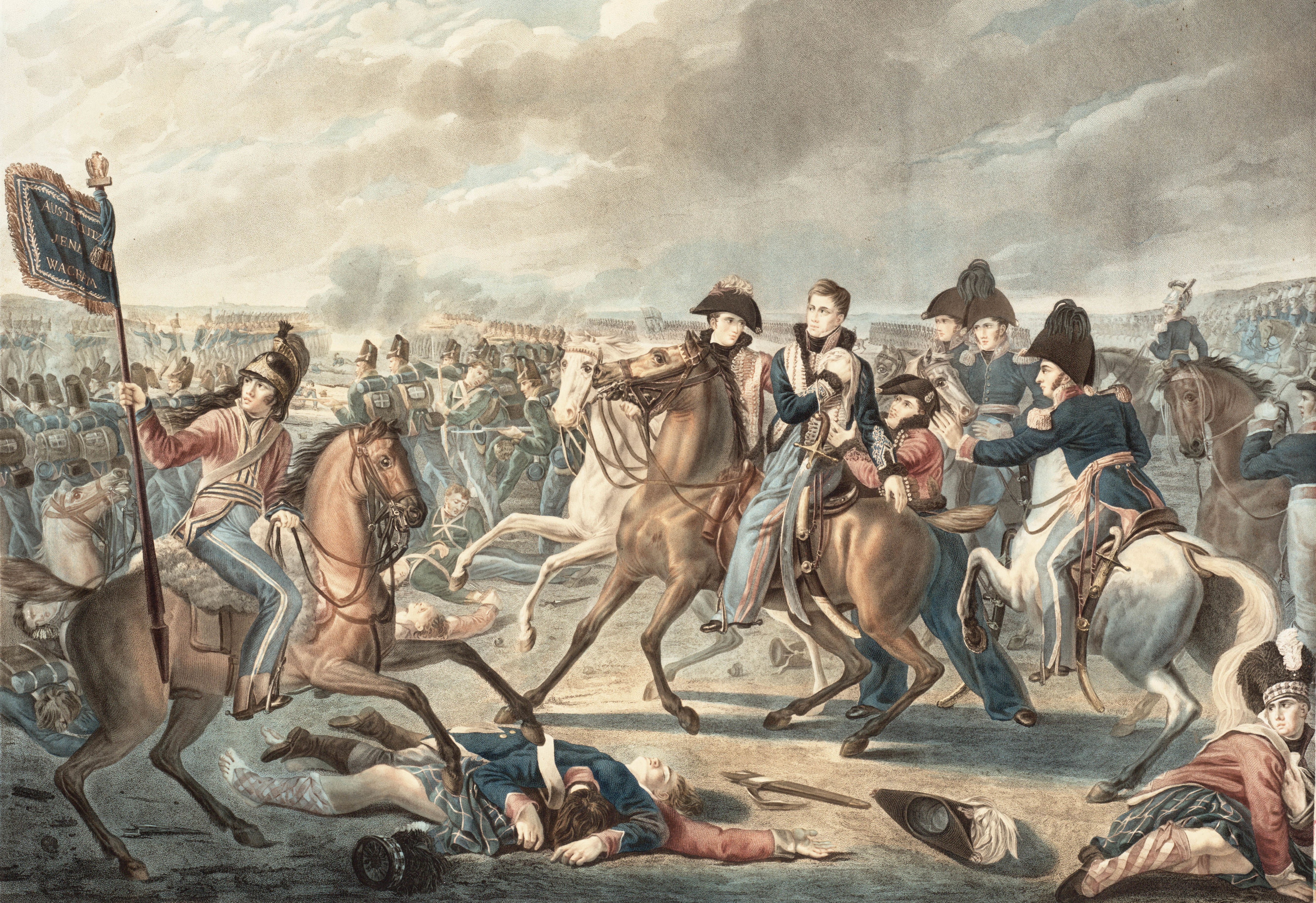
Thâm vương Willem xứ Oranje bị thương trong Waterloo, năm 1815

Một cuộc nổi dậy đã diễn ra ở Hà Lan, quân đội Vương quốc Phổ và Cossack đã đánh đuổi quân đội của Đệ Nhất Đế chế Pháp khỏi Hà Lan vào năm 1813, với sự hậu thuẫn của những người thuộc phe Patriottentijd. Một chính phủ lâm thời được thành lập, hầu hết thành viên nội các đều là những người đã lật đổ Willem V vào 18 năm trước. Tuy nhiên, ngay lúc này, họ đã nhận ra rằng bất kỳ chính phủ mới nào được thành lập cũng phải do hậu duệ của Willem V đứng đầu thì mới vững. Tất cả đều đồng ý khôi phục quyền lực của Nhà Orange-Nassau tại Hà Lan trước khi bị đồng minh áp đặt.
Theo lời mời của chính phủ lâm thời, Willem Friedrich trở về Hà Lan vào ngày 30 tháng 11. Động thái này được sự ủng hộ mạnh mẽ của Vương quốc Anh, quốc gia này đã tìm cách tăng cường sức mạnh cho Hà Lan. Chính phủ lâm thời đã trao vương miện cho Willem, nhưng ông đã từ chối, vì ông tin rằng vị trí stadtholder sẽ cho ông nhiều quyền lực hơn. Do đó, vào ngày 6 tháng 12, Willem tuyên bố mình là Thân vương có chủ quyền và cha truyền con nối của Hà Lan - Một tước vị nằm giữa vương quyền và stadtholder. Năm 1814, ông được trao lãnh thổ Hà Lan Áo trước đó được kiểm soát bởi Quân chủ Habsburg và cả Giáo phận vương quyền Liege. Vào ngày 15 tháng 3 năm 1815 với sự ủng hộ của các nhà lãnh đạo tại Đại hội Viên, Willem tự xưng là Vua Willem I của Hà Lan. Ông cũng được phong làm Đại công tước của Luxembourg, và ông đã xoa dịu sự nhạy cảm của Pháp bằng cách tách biệt tước hiệu Thân vương xứ Orange khỏi Thân vương quốc hiện không còn tồn tại, tước hiệu "Thân vương xứ Orange" được đổi thành "Thân vương xứ Oranje". Hai nhà nước vẫn tách biệt mặc dù có chung một quân chủ. Willem do đó đã hoàn thành nhiệm vụ kéo dài 3 thế kỷ của Nhà Orange là thống nhất các lãnh thổ thuộc Vùng đất thấp.
Là vua của Vương quốc Liên hiệp Hà Lan, Willem đã cố gắng thiết lập một nền văn hóa chung. Điều này đã kích động sự phản kháng ở các vùng phía Nam của Hà Lan, nơi đã tách biệt về văn hóa với miền Bắc từ năm 1581. Ông được xem là một nhà cai trị theo Chủ nghĩa chuyên chế khai sáng.
Thân vương xứ Orange nắm giữ quyền sở hữu đối với vùng đất Nassau (Dillenburg, Dietz, Beilstein, Hadamar, Siegen) ở miền Trung nước Đức. Mặt khác, Vua của Vương quốc Phổ là Friedrich Wilhelm III - anh rể và cũng là em họ đầu tiên của Willem I, từ năm 1813 để thiết lập quyền cai trị của mình ở Luxembourg, mà ông coi như là thừa kế của mình từ Anne, Nữ công tước Luxembourg người đã chết trước đó hơn 3 thế kỷ. Tại Đại hội Viên, hai người đã đồng ý thực hiện giao dịch - Friedrich Wilhelm nhận đất của Nhà Nassau trong khi Willem I nhận Luxembourg. Cả hai đều hài lòng với thoả thuận này, vì các lãnh thổ họ nhận được nằm rất gần với trung tâm quyền lực của họ.
Năm 1830, hầu hết các lãnh thổ phía Nam của Hà Lan, bao gồm Hà Lan Áo và Giáo phận vương quyền Liege trước đây đã tuyên bố li khai khỏi Vương quốc Liên hiệp Hà Lan, mà sau này được biết đến với tên gọi Vương quốc Bỉ. Willem I của Hà Lan đã lãnh đạo quân đội và thực hiện một cuộc chiến thảm khốc nhầm ngăn chặn sự ly khai này. Tuy nhiên, đến năm 1839, ông phải thực hiện một hoà ước để kết thúc chiến tranh. Khi vương quốc của mình bị mất đi 1/2 lãnh thổ, ông đã tuyên bố thoái vị để ủng hộ người con trai cả lên ngôi vua, đó là Willem II của Hà Lan. Mặc dù Willem II có chung khuynh hướng bảo thủ với cha mình, nhưng vào năm 1848, ông đã chấp nhận một bản hiến pháp sửa đổi hạn chế đáng kể quyền lực của chính mình và chuyển giao quyền hành pháp thực sự cho Tướng quốc (States General). Ông đã thực hiện bước này để ngăn chặn các cuộc Cách mạng 1848 lan sang đất nước của mình.

### Willem III và mối đe dọa tuyệt tự
Willem II qua đời năm 1849, và ngai vàng Hà Lan được kế vị bởi con trai của ông là Willem III. Là một người theo Chủ nghĩa bảo thủ, thậm chí phản động, Willem III đã phản đối gay gắt hiến pháp mới năm 1848. Ông liên tục cố gắng thành lập các chính phủ ủng hộ sự chuyên chế của mình, mặc dù rất khó để một chính phủ tại vị mà trái với ý muốn của Nghị viện. Năm 1868, ông cố gắng bán Luxembourg cho Đệ Nhị Đế chế Pháp, đây là nguồn gốc của cuộc tran cải giữa Phổ và Pháp.
Willem III có một cuộc hôn nhân không hạnh phúc với Sophie của Württemberg, và những người thừa kế của ông đều chết trẻ. Điều này làm tăng khả năng tuyệt tự người kế thừa Vương tộc Orange-Nassau. Sau cái chết của Vương hậu Sophie năm 1877, Willem tái hôn với Emma xứ Waldeck và Pyrmont vào năm 1879. Một năm sau, Vương hậu Emma đã hạ sinh ra Vương nữ Wilhelmina và cô gái này đã trở thành người thừa kế - Nữ vương tương lai của Hà Lan.

### Trích dẫn
1. ↑  In isolation, van is pronounced [vɑn].
2. ↑  Rowen, Herbert H. (1988). The princes of Orange: the stadholders in the Dutch Republic. Cambridge University Press.
3. 1 2 3  Grew, Marion Ethel (1947). The House of Orange. 36 Essex Street, Strand, London W.C.2: Methuen & Co. Ltd.{{Chú thích sách}}:  Quản lý CS1: địa điểm (liên kết)
4. 1 2 3 4 5
5. 1 2 3 4 5 6 7 8 9 10  Blok, Petrus Johannes (1898). History of the people of the Netherlands. New York: G. P. Putnam's sons.
6. 1 2 3  Israel, Jonathan I. (1995). The Dutch Republic: Its Rise, Greatness and Fall, 1477–1806. Oxford University Press. ISBN 0-19-873072-1. ISBN 0-19-820734-4 paperback.
7. ↑  Delff, Willem Jacobsz. "De Nassauische Cavalcade". From an engraving on exhibit in the Rijksmuseum, Amsterdam. Rijksmuseum, Amsterdam. Truy cập ngày 26 tháng 4 năm 2011.
8. ↑  Motley, John Lothrop (1855). The Rise of the Dutch Republic. Harper & Brothers.
9. 1 2  Motley, John Lothrop (1860). History of the United Netherlands from the Death of William the Silent to the Synod of Dort. London: John Murray.
10. 1 2 3 4  Geyl, Pieter (2002). Orange and Stuart 1641–1672. Arnold Pomerans (trans.) . Phoenix.
11. 1 2 3  Rowen, Herbert H. (1978). John de Witt, grand pensionary of Holland, 1625–1672. Princeton University Press.
12. ↑  He acquired Fulda, Corvey, Weingarten and Dortmund. He lost the possessions again after changing sides from France to Prussia in 1806 when he refused to join the Confederation of the Rhine. Cf. J. and A. Romein 'Erflaters van onze beschaving', Querido, 1979
13. ↑  Hay, Mark Edward (ngày 1 tháng 6 năm 2016). "The House of Nassau between France and Independence, 1795–1814: Lesser Powers, Strategies of Conflict Resolution, Dynastic Networks". The International History Review. Quyển 38 số 3. tr. 482–504. doi:10.1080/07075332.2015.1046387. S2CID 155502574.
14. ↑  Couvée, D.H.; G. Pikkemaat (1963). 1813-15, ons koninkrijk geboren. Alphen aan den Rijn: N. Samsom nv. tr. 119–139.

### Các tác phẩm được trích dẫn
- Herbert H. Rowen, The princes of Orange: the stadholders in the Dutch Republic. Cambridge and New York: Cambridge University Press, 1988.
- John Lothrop Motley, The Rise of the Dutch Republic. New York: Harper & Brothers, 1855.
- John Lothrop Motley, History of the United Netherlands from the Death of William the Silent to the Synod of Dort. London: John Murray, 1860.
- Petrus Johannes Blok, History of the people of the Netherlands. New York: G. P. Putnam's sons, 1898.
- Jonathan I. Israel, The Dutch Republic: Its Rise, Greatness, and Fall, 1477–1806. Oxford University Press, 1995. ISBN 0-19-820734-4
- Pieter Geyl, Orange and Stuart 1641–1672. Phoenix Press, 2002.
- Mark Edward Hay, "Russia, Britain, and the House of Nassau: The Re-Establishment of the Orange Dynasty in the Netherlands, March–November 1813" Lưu trữ ngày 12 tháng 6 năm 2018 tại Wayback Machine, Low Countries Historical Review 133/1, March 2018, 3–21.